# Salata
Salata je vrsta hrane, koja se obično jede kao prilog uz glavno jelo ili se rjeđe jede samostalno (npr. voćna salata). Salata se najčešće radi od sirovog povrća. Može se dodati tjestenina, kuhano meso, sir, majoneza, razni preljevi i slično. U pojedine salate dodaje se i voće, npr. jabuke narezane na kockice. Voćna salata je vrsta salate u kojoj su glavni sastojci razne vrste voća. 
Salata se najčešće začini s uljem i octom uz dodatak soli i papra te limunovog soka. Sezonske salate rade se od povrća koje je tipično za to doba godine. Salate imaju hranjivu vrijednost, sadrže vitamine i minerale. Većina se salata smatra dijetalnom hranom, jer sadrže malo kalorija, a veće količine vode i biljnih vlakana. 

## Vrste salata
Glavna je podjela salata na ljetne i zimske. Ljetne su salate: salata od svježih krastavaca, zelena salata, salata od rajčice, paprike i luka i sl. Zimske salate su: salata od kiselog zelja, salata od cikle, turšija, kiseli krastavci i sl.
Poznate salate su: zelena salata, voćna salata, francuska salata (kiseli krastavci, krumpir, mrkva, grašak, majoneza), šopska salata (paprika, feferoni, rajčica, krastavac, luk, svježi sir), ruska salata (mrkva, korijen peršina, korijen pastrnjaka, cvjetača, krumpir, grašak i majoneza), turšija, grah salata, salata od krumpira, salata od tune i dr.

## Galerija
- Voćna salata
- Grah salata
- Ruska salata
- Grčka salata
- Kineska salata s piletinom
- Šopska salata
- Salata od tune s rajčicama
- Salata od krumpira